# Michael Nelson Tjakamarra
Michael Nelson Tjakamarra, scritto anche Jagamarra (Vaughan Springs, 1946 – novembre 2020), è stato un pittore indigeno australiano.

## Biografia
Originario e discendente degli antichi indigeni australiani, nacque a Vaughan Springs nel Northern Territory nell'anno 1949. Più tardi i suoi genitori lo portarono a Yuendumu per apprendere un'educazione scolastica di stampo europeo. Lasciò la scuola dopo l'inizio e fece molteplici lavori tra cui il camionistaper poi arruolarsi nell'esercito prima di tornare a Yuendumu e poi a Papunya per stabilirsi e sposare la sua attuale moglie. Si è trasferito a Papunyanel 197 e osservò il lavoro di molti degli artisti più anziani per molti anni prima che iniziasse a dipingere regolarmente nel 1983.
I suoi genitori erano entrambi Walpiri e suo padre era un importante medico nella comunità di Yuendumu. Dopo la morte del padre, avvenuta nel 1976, Michael ha lavorato sotto la guida di suo zio Jack Tjurpurrula. Ha vinto il National Aboriginal Art Award nel settembre 1984 Nel 1987 un dipinto lungo 8,2 m di Jagamarra è stato installato nel foyer della Sydney Opera House. Fu presentato alla regina Elisabetta II nel 1988 all'inaugurazione del New Parliament House per aver disegnato il mosaico di 196 metri quadrati nel piazzale dell'edificio. Il suo dipinto del 1985 "Five Stories" fu una delle opere più riprodotte dell'arte australiana negli anni '80. È apparso sulla copertina del catalogo della mostra "Dreamings" dell'Asian Societ che ha girato gli Stati Uniti nel 1988-90. Nel 1989 ha avuto la sua prima mostra personale a Melbourne presso la Galleria Gabrielle Pizzi e ha partecipato al BMW Art Car Project dipingendo a mano una vettura da corsa, la M3.

## Mostre
Michael Nelson Jakamarra ha esposto le sue opere in numerose mostre (tra cui diverse mostre personali) tra cui: Gallery Gabrielle Pizzi, Melbourne Utopia Art, Sydney; Australian National Gallery, Canberra; Institute of Contemporary Arts, Londra; John Webber Gallery, New York. Dopo queste mostre, Jakamarra decise di non esibire più le sue opere.

## Collezioni
- National Gallery of Australia, Canberra;
- Australian Museum, Sydney;
- Queensland Art Gallery, Brisbane;
- Art Gallery of Western Australia, Perth;
- Museums and Art Galleries of the Northern Territory, Darwin;
- Art Gallery of South Australia, Adelaide;
- Art Gallery of New South Wales, Sydney;
- Kluge-Ruhe Aboriginal Art Collection, University of Virginia, Charlottesville;
- Australian Parliament House, Canberra;
- Powerhouse Museum, Sydney;
- Broken Hill Art Gallery, Broken Hill;
- The Kelton Foundation, Santa Monica USA.